# Atarba integra
Atarba integra är en tvåvingeart som beskrevs av Alexander 1980. Atarba integra ingår i släktet Atarba och familjen småharkrankar.
Artens utbredningsområde är Bolivia. Inga underarter finns listade i Catalogue of Life.